# Гейзелгерст (Джорджія)
Гейзелгерст (англ. Hazlehurst) — місто (англ. city) в США, в окрузі Джефф-Девіс штату Джорджія. Населення — 4088 осіб (2020).

## Географія
Гейзелгерст розташований за координатами 31°51′51″ пн. ш. 82°35′57″ зх. д. / 31.86417° пн. ш. 82.59917° зх. д. (31.864128, -82.599276).  За даними Бюро перепису населення США в 2010 році місто мало площу 12,45 км², з яких 12,26 км² — суходіл та 0,20 км² — водойми.

## Демографія
Згідно з переписом 2010 року, у місті мешкало 4226 осіб у 1638 домогосподарствах у складі 1083 родин. Густота населення становила 339 осіб/км².  Було 1880 помешкань (151/км²).
Расовий склад населення:
| - 63,3 % — білих - 29,6 % — чорних або афроамериканців - 0,7 % — азіатів - 0,1 % — корінних американців - 4,9 % — осіб інших рас |

До двох чи більше рас належало 1,4 %. Частка іспаномовних становила 8,0 % від усіх жителів.
За віковим діапазоном населення розподілялося таким чином: 27,6 % — особи молодші 18 років, 58,4 % — особи у віці 18—64 років, 14,0 % — особи у віці 65 років та старші. Медіана віку мешканця становила 34,9 року. На 100 осіб жіночої статі у місті припадало 91,4 чоловіків;  на 100 жінок у віці від 18 років та старших — 85,5 чоловіків також старших 18 років.
Середній дохід на одне домашнє господарство  становив 42 257 доларів США (медіана — 26 848), а середній дохід на одну сім'ю — 54 929 доларів (медіана — 38 722). Медіана доходів становила 31 293 долари для чоловіків та 30 743 долари для жінок. За межею бідності перебувало 17,3 % осіб, у тому числі 15,4 % дітей у віці до 18 років та 20,0 % осіб у віці 65 років та старших.
Цивільне працевлаштоване населення становило 1444 особи. Основні галузі зайнятості: роздрібна торгівля — 16,0 %, публічна адміністрація — 13,8 %, виробництво — 13,2 %.